# San Dionisio alle Quattro Fontane
San Dionisio alle Quattro Fontane, även benämnd San Dionisio Areopagita, var en kyrkobyggnad i Rom, helgad åt den helige Dionysios Areopagita, en grek som omvändes till kristendomen av aposteln Paulus. Kyrkan var belägen i rione Monti, vid Via delle Quattro Fontane. ”Quattro Fontane” åsyftar korsningen mellan Via delle Quattro Fontane och Via del Quirinale / Via Venti Settembre, där det i vart och ett av gathörnen finns en fontän.

## Kyrkans historia
År 1601 godkände påve Clemens VIII Jérôme Hélies reformerade gren av franska trinitarier, Trinitaires Déchaussés en France. Kardinal Ottavio Bandini skänkte 1620 en i närheten av Quattro Fontane belägen byggnad med trädgård åt orden. I byggnaden fanns redan ett litet kapell, Madonna del Rimedio, vilket Hélie lät bygga om till ett oratorium, helgat åt Dionysios Areopagita. I samma kvarter hade Francesco Borromini ritat de spanska trinitariernas kyrka San Carlo alle Quattro Fontane och givit den en anslående barockdräkt. De franska trinitarierna ville inte vara sämre och uppdrog åt Giovanni Antonio Macci att omstrukturera  ordensoratoriet till en kyrka.
Fasaden, som på grund av brist på medel inte uppfördes förrän i slutet av 1600-talet, hade två våningar, som avskiljdes av en fris med triglyfer, trinitariekorset och fleurs-de-lys. I den övre våningens nischer stod statyer föreställande de heliga Félix de Valois och Jean de Matha, trinitarieordens grundare. Mellan dessa statyer kröntes ett fönster av en relief som framställde en ängel som friger två slavar. Ordens initiala verksamhet bestod i att friköpa kristna som hade tagits som slavar av muslimerna i samband med korstågen. Fasadens krönande triangulära pediment hade en kalvariescen. Kyrkans lilla kampanil hade två klockor. Kyrkans grundplan hade formen av ett latinskt kors samt hade en kupol över korsmitten. Absiden var dekorerad med fresker av Carlo Cesi. Cesi var även upphovsman till högaltarmålningen Treenigheten, den Obefläckade Avlelsen och den helige Dionysios. Denna målning befinner sig numera i Villa Medici, där Franska akademin huserar.
Altarmålningen i höger tvärskepp var av Luis David (1648–1728) och framställde De heliga Ludvig av Frankrike och Dionysius tillbedjande Eukaristin. I det vänstra tvärskeppet fanns målningen Nostra Signora del Rimedio. Därtill fanns här målningen Ecce Homo av Luca Giordano. I kyrkan fanns även familjegraven Valadier, ett verk av Luigi Valadier. Enligt Augustus Hare fanns i denna kyrka även den heliga jungfrumartyren Coraolas relikskrin. Klostret stängdes under den franska ockupationen i slutet av 1700-talet, men uppläts 1815 åt Den helige Basilius apostoliska systrar (Suore Apostoline), vilka förestod en flickskola. Klosterbyggnaden exproprierades av den italienska staten 1873. Kyrkan revs i slutet av 1930-talet för att ge plats åt Istituto Bancario Italiano.

### Orto del Greco
Under 1500-talet kallades trädgården intill klosterbyggnaden för Orto del Greco, Grekens trädgård, då den tillhörde en man från Chios. Han skall under Clemens VIII:s pontifikat ha importerat den första selleriplantan till Rom och denna planta fick initialt namnet l'erba dell'orto del greco, örten från grekens trädgård.

## Bilder

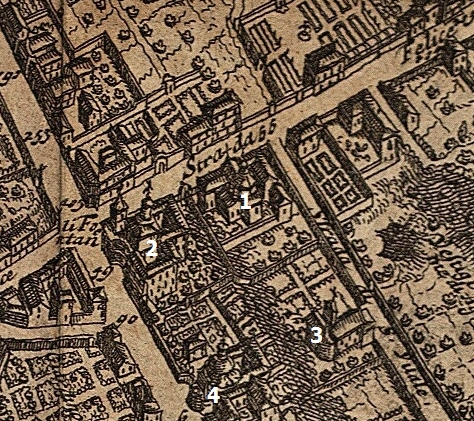
San Dionisio alle Quattro Fontane (nummer 1) på Giovanni Battista Faldas Rom-karta från 1667. De övriga kyrkorna är: 2) San Carlo alle Quattro Fontane, 3) San Vitale och 4) Sant'Andrea al Quirinale.
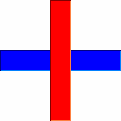
Trinitarieordens kors.
Fleur-de-lys.

### Fotnoter
1. ↑  Lombardi 1998, s. 58.
2. 1 2  Armellini 1982, s. 187.
3. 1 2  Rendina 2000, s. 89.
4. ↑  Lombardi 1998, s. 58–59.
5. ↑  Vasi & Nibby 1841, s. 79.
6. 1 2  Hare 1887, s. 500.
7. ↑  Lombardi 1998, s. 59.